# Edith Windsor

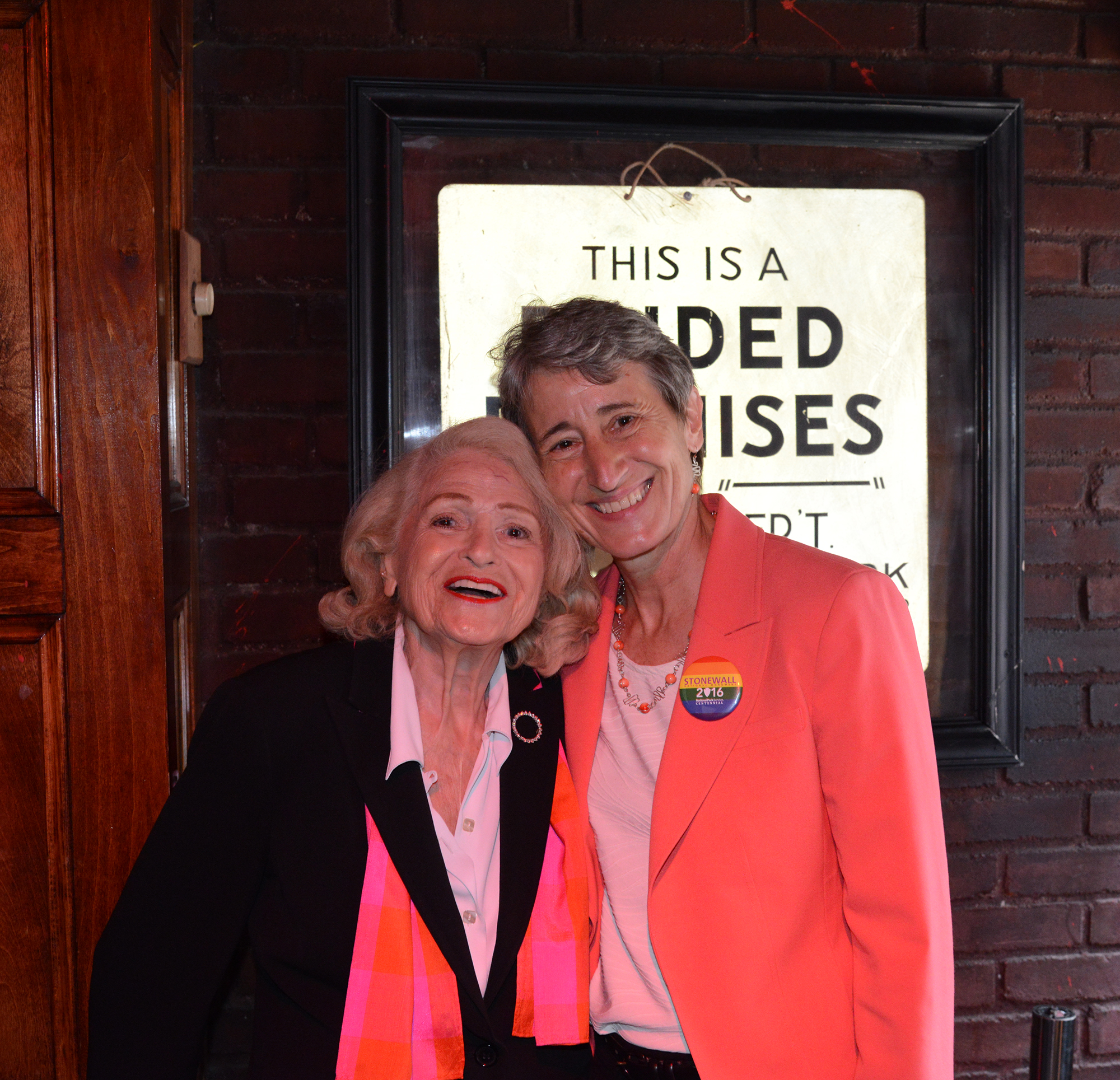
Edie Windsor (links) und US-Innenministerin Jewell

Edith Windsor, geb. Schlain (* 20. Juni 1929 in Philadelphia, Pennsylvania; † 12. September 2017 in New York City) war eine US-amerikanische LGBT-Aktivistin.

## Leben
Windsors Eltern, James Davidoff Schlain und Celia Schlain (geb. Goldenberg) waren russischstämmige Juden. Windsor war als IT-Managerin beim US-amerikanischen Konzern IBM tätig. Windsor war Hauptklägerin im Gerichtsverfahren Windsor gegen die Vereinigten Staaten. Infolge dieses Gerichtsverfahrens, das bis zum Obersten Gerichtshof der Vereinigten Staaten hochgeklagt wurde, wurde die gleichgeschlechtliche Ehe in den Vereinigten Staaten gesetzlich im Juni 2015 erlaubt. In erster Ehe war sie mit Saul Windsor verheiratet. Die Ehe wurde geschieden. 2007 ging sie eine Lebenspartnerschaft mit Thea Clara Spyer ein, die 2009 verstarb. 2016 heiratete sie Judith Kasen.

## Auszeichnungen und Preise (Auswahl)
| Preis                                                                           | Verliehen von                                           | Datum         | Nachweise   |
| ------------------------------------------------------------------------------- | ------------------------------------------------------- | ------------- | ----------- |
| Joyce Warshaw Lifetime Achievement Award                                        | Services & Advocacy for GLBT Elders (SAGE)              | 25. Okt. 2010 | [ 2 ] [ 3 ] |
| Trailblazer in Law Award                                                        | Marriage Equality New York                              | 19. Mai 2011  | [ 2 ] [ 3 ] |
| Roger Baldwin Medal of Liberty                                                  | American Civil Liberties Union                          | 11. Juni 2011 | [ 2 ] [ 3 ] |
| New York City Council Award                                                     | New York City Council                                   | 16. Juni 2011 | [ 2 ] [ 3 ] |
| Edie Windsor & Thea Spyer Equality Award                                        | The LOFT                                                | 2012          | [ 3 ]       |
| Susan B. Anthony Award                                                          | National Organization for Women New York City           | 15. Feb. 2012 | [ 3 ]       |
| Visionary Award                                                                 | NewFest                                                 | 2012          | [ 3 ]       |
| Trailblazer Award                                                               | New York City LGBT Community Center                     | 11. Apr. 2013 | [ 3 ]       |
| Eugene J. Keogh Award for Distinguished Public Service at New York University   | New York University                                     | 22. Mai 2013  | [ 3 ]       |
| Presidential Medal                                                              | New York University                                     | 24. Mai 2013  | [ 3 ]       |
| Keeping Faith Award                                                             | American Constitution Society for Law & Policy          | 17. Sep. 2013 | [ 3 ]       |
| Lifetime Leadership Award                                                       | National Gay & Lesbian Task Force                       | 8. Okt. 2013  | [ 3 ]       |
| Trailblazer of Democracy Award                                                  | The Eleanor Roosevelt Legacy Award                      | 11. Okt. 2013 | [ 3 ]       |
| Individual Leadership Award                                                     | PFLAG                                                   | 14. Okt. 2013 | [ 3 ]       |
| Alumni Achievement Award                                                        | New York University Graduate School of Arts and Science | 18. Okt. 2013 | [ 3 ]       |
| American Spirit Award for Citizen Activism                                      | Common Good Award                                       | 13. Nov. 2013 | [ 3 ]       |
| Out 100 – Lifetime Achievement Award                                            | Out                                                     | 13. Nov. 2013 | [ 3 ]       |
| The Imperial Diamond Award for Vision – Support – Activism                      | Imperial Court System New York                          | 29. März 2014 | [ 3 ]       |
| Ovation Award                                                                   | Olivia Cruises                                          | 2014          | [ 3 ]       |
| Laurel Hester Award                                                             | Gay Officers Action League (GOAL) – New York            | 25. Apr. 2014 | [ 3 ]       |
| Women’s Rights Award                                                            | American Federation of Teachers (AFT)                   | 14. Juli 2014 | [ 3 ]       |
| Named by Equality Forum as one of their 31 Icons of the 2015 LGBT History Month | Equality Forum                                          | 2015          | [ 4 ]       |